# Hypochrysa
Hypochrysa is een geslacht van insecten uit de familie van de gaasvliegen (Chrysopidae), die tot de orde netvleugeligen (Neuroptera) behoort.

## Soorten
- H. elegans - Sierlijke gaasvlieg (Burmeister, 1839)